# Antiochos 9. af Seleukideriget
Antiochos 9. Eusebes Kyzenikos (? – 96 f.Kr.) var konge af Seleukideriget og havde skiftende succes i perioden 114 f.Kr. til 96 f.Kr.
Antiochos 9. var søn af Antiochos 7. Sidetes og dronning Kleopatra Thea. Hans regeringstid var kendetegnet af striden med halvbroderen og fætteren Antiochos 8. Grypos, der begge skiftedes til at have magten i Syrien. I 96 f.Kr. faldt Antiochos 9. i kamp mod Seleukos 6., søn af Antiochos 8, som han selv kort forinden havde dræbt. Han efterlod sig sønnen Antiochos 10. Eusebes.